# Danh sách đơn vị hành chính Sơn Tây
Danh sách các đơn vị hành chính Sơn Tây bao gồm các thông tin về sự phân cấp hành chính tỉnh Sơn Tây, Trung Quốc thành các đơn vị cấp địa khu, cấp huyện. Tỉnh Sơn Tây có 11 đơn vị cấp địa khu, tất cả đều là địa cấp thị; 119 đơn vị cấp huyện, trong đó có 11 huyện cấp thị, 85 huyện và 23 khu (quận). Các cấp hành chính nhỏ hơn của tỉnh bao gồm 1386 đơn vị cấp hương, trong đó có 564 trấn/ thị trấn, 634 hương/ xã và 188 nhai đạo.
Danh sách các đơn vị hành chính cấp địa khu và cấp huyện của Sơn Tây.
| Thành phố (địa cấp thị) | Quận | Huyện, thành phố cấp huyện (huyện cấp thị) |
| ----------------------- | --- | --- |
| • Thái Nguyên (太原市)  | Hạnh Hoa Lĩnh (杏花岭区) Tiểu Điếm (小店区) Nghênh Trạch (迎泽区) Tiêm Thảo Bình (尖草坪区) Vạn Bách Lâm (万柏林区) Tấn Nguyên (晋源区) | thành phố cấp huyện Cổ Giao (古交市) Dương Khúc (阳曲县) Thanh Từ (清徐县) Lâu Phàn (娄烦县) |
| • Đại Đồng (大同市)     | Thành khu (城区) Khoáng (矿区) Nam Giao (南郊区) Tân Vinh (新荣区)                                                                      | Đại Đồng (大同县), 天镇县, Linh Khâu (灵丘县) Dương Cao (阳高县), Tả Vân (左云县) Quảng Linh (广灵县), Hồn Nguyên (浑源县) |
| • Dương Tuyền (阳泉市)  | Thành khu (城区) Khoáng (矿区) Giao (郊区)                                                                                              | Bình Định (平定县), Vu huyện (盂县) |
| • Trường Trị (长治市)   | Thành khu (城区) Giao (郊区) | thành phố cấp huyện Lộ Thành (潞城市) Trường Trị (长治县), Trưởng Tử (长子县) Bình Thuận (平顺县), Tương Viên (襄垣县) Thấm Nguyên (沁源县), Đồn Lưu (屯留县) Lê Thành (黎城县), Vũ Hương (武乡县) Thấm huyện (沁县), Hồ Quan (壶关县) |
| • Tấn Thành (晋城市)    | Thành khu (城区) | thành phố cấp huyện Cao Bình (高平市) Trạch Châu (泽州县), Lăng Xuyên (陵川县) Dương Thành (阳城县), Thấm Thủy (沁水县) |
| • Sóc Châu (朔州市)     | Sóc Thành (朔城区) Bình Lỗ (平鲁区) | Sơn Âm (山阴县), Hữu Ngọc (右玉县) Ứng huyện (应县), Hoài Nhân (怀仁县) |
| • Tấn Trung (晋中市)    | Du Thứ (榆次区) | thành phố cấp huyện Giới Hưu (介休市) Tích Dương (昔阳县), Linh Thạch (灵石县), Kỳ huyện (祁县) Tả Quyền (左权县), Thọ Dương (寿阳县) Thái Cốc (太谷县), Hòa Thuận (和顺县) Bình Dao (平遥县), Du Xã (榆社县) |
| • Vận Thành (运城市)    | Diêm Hồ (盐湖区) | thành phố cấp huyện Hà Tân (河津市) thành phố cấp huyện Vĩnh Tể (永济市) Văn Hỷ (闻喜县), Tân Giáng (新绛县) Bình Lục (平陆县), Viên Khúc (垣曲县), Giáng huyện (绛县) Tắc Sơn (稷山县), Nhuế Thành (芮城县), Hạ huyện (夏县) Vạn Vinh (万荣县), Lâm Y (临猗县)                                                                                |
| • Hãn Châu (忻州市)     | Hãn Phủ (忻府区) | thành phố cấp huyện Nguyên Bình (原平市) Đại huyện (代县), Thần Trì (神池县) Ngũ Trại (五寨县), Ngũ Đài (五台县) Thiên Quan (偏关县), Ninh Vũ (宁武县) Tĩnh Lạc (静乐县), Phồn Trì (繁峙县) Hà Khúc (河曲县), Bảo Đức (保德县) Định Tương (定襄县), Khả Lam (岢岚县)                                                                           |
| • Lâm Phần (临汾市)     | Nghiêu Đô (尧都区) | thành phố cấp huyện Hầu Mã (侯马市) thành phố cấp huyện Hoắc Châu (霍州市) Phần Tây (汾西县), Cát huyện (吉县), An Trạch (安泽县) Đại Ninh (大宁县), Phù Sơn (浮山县), Cổ huyện (古县) Thấp huyện (隰县), Tương Phần (襄汾县), Dực Thành (翼城县) Vĩnh Hòa (永和县), Hương Ninh (乡宁县) Khúc Ốc (曲沃县), Hồng Đồng (洪洞县), Bồ huyện (蒲县) |
| • Lữ Lương (吕梁市)     | Ly Thạch (离石区) | thành phố cấp huyện Hiếu Nghĩa (孝义市) thành phố cấp huyện Phần Dương (汾阳市) Văn Thủy (文水县), Trung Dương (中阳县) Hưng huyện (兴县), Lâm huyện (临县), Phương Sơn (方山县) Liễu Lâm (柳林县), Lam huyện (岚县), Giao Khẩu (交口县) Giao Thành (交城县), Thạch Lâu (石楼县)                                                               |